# ギルバート・バーンズ
ギルバート・バーンズ（Gilbert Burns、1986年7月20日 - ）は、ブラジルの男性柔術家、総合格闘家。リオデジャネイロ州ニテロイ出身。アメリカ合衆国フロリダ州パームビーチ郡ランタナ在住。サンフォードMMA所属。UFC世界ウェルター級ランキング11位。

## 来歴

### ブラジリアン柔術
12歳の時にブラジリアン柔術を始め、2007年に黒帯を授与される。2009年に世界柔術選手権76kg級で準優勝の成績を収めると、2010年（79.5kg級）と2013年（76kg級）の世界ノーギ柔術選手権優勝、2010年のアブダビ・ワールド・プロフェッショナル柔術選手権74kg級優勝、2011年の世界柔術選手権76kg級優勝、2015年のアブダビコンバットでは77kg級で3位に輝いた。

### 総合格闘技
2012年、プロ総合格闘技デビュー。その後、ローカル大会で7戦7勝の記録を収める。

### UFC
2014年7月26日、UFC初参戦となったUFC on FOX 12でアンドレアス・スタルと対戦し、3-0の判定勝ち。
2014年10月25日、UFC 179でクリストス・ジアゴスと対戦し、腕ひしぎ十字固めで1R一本勝ち。パフォーマンス・オブ・ザ・ナイトを受賞した。
2015年3月21日、UFC Fight Night: Maia vs. LaFlareでアレックス・オリベイラと対戦し、腕ひしぎ十字固めで3R一本勝ち。2試合連続のパフォーマンス・オブ・ザ・ナイトを受賞した。
2018年7月6日、UFC 226でダン・フッカーと対戦し、左フックで1RKO負け。
2019年8月10日、ウェルター級転向初戦となったUFC Fight Night: Shevchenko vs. Carmouche 2でアレクセイ・クンチェンコと対戦し、3-0の判定勝ち。
2020年3月14日、UFC Fight Night: Lee vs. Oliveiraでウェルター級ランキング5位のデミアン・マイアと対戦し、左フックでダウンを奪いパウンドで1RTKO勝ち。パフォーマンス・オブ・ザ・ナイトを受賞した。
2020年5月30日、UFC on ESPN: Woodley vs. Burnsでウェルター級ランキング1位のタイロン・ウッドリーと対戦し、全局面で圧倒して3-0の5R判定勝ち。2試合連続のパフォーマンス・オブ・ザ・ナイトを受賞した。
2021年2月13日、UFC 258のUFC世界ウェルター級タイトルマッチで元チームメイトの王者カマル・ウスマンに挑戦。1Rはスタンドで一進一退の攻防を繰り広げたものの、2Rに右ストレートでダウンを奪われると、3R序盤には右ジャブでダウンを奪われ追撃のパウンドでTKO負け。王座獲得に失敗した。
2021年7月10日、UFC 264でウェルター級ランキング4位のスティーブン・トンプソンと対戦し、3-0の判定勝ち。
2022年4月9日、UFC 273でウェルター級ランキング11位のカムザット・チマエフと対戦。終始激しい打撃戦を繰り広げ、2R終盤にカウンターの右フックでチマエフをぐらつかせるなど健闘したものの、0-3の判定負け。ファイト・オブ・ザ・ナイトを受賞した。
2023年1月21日、UFC 283でウェルター級ランキング12位のニール・マグニーと対戦し、肩固めで1R一本勝ち。
2023年4月8日、UFC 287でウェルター級ランキング11位のホルヘ・マスヴィダルと対戦し、3-0の判定勝ち。
2023年5月6日、UFC 288でウェルター級ランキング4位のベラル・ムハマッドと対戦し、0-3の5R判定負け。
2024年3月9日、UFC 299でウェルター級ランキング11位のジャック・デラ・マダレナと対戦し、右膝蹴りでダウンを奪われグラウンドの肘打ち連打で3RKO負け。
2024年9月7日、UFC Fight Night: Burns vs. Bradyでウェルター級ランキング8位のショーン・ブレイディと対戦し、0-3の5R判定負け。3連敗となった。

## 戦績
| 総合格闘技 戦績 | 総合格闘技 戦績 | 総合格闘技 戦績 | 総合格闘技 戦績 | 総合格闘技 戦績 | 総合格闘技 戦績 | 総合格闘技 戦績 |
| --------------- | --------------- | --------------- | --------------- | --------------- | --------------- | --------------- |
| 30 試合         | (T)KO           | 一本            | 判定            | その他          | 引き分け        | 無効試合        |
| 22 勝           | 6               | 9               | 7               | 0               | 0               | 0               |
| 9 敗            | 4               | 0               | 5               | 0               | 0               | 0               |

| 勝敗 | 対戦相手                     | 試合結果                                      | 大会名                                                         | 開催年月日     |
| ×    | マイケル・モラレス           | 1R 3:39 TKO（スタンドパンチ連打）             | UFC Fight Night: Burns vs. Morales                             | 2025年5月17日  |
| ×    | ショーン・ブレイディ         | 5分5R終了 判定0-3                             | UFC Fight Night: Burns vs. Brady                               | 2024年9月7日   |
| ×    | ジャック・デラ・マダレナ     | 3R 3:43 KO（右膝蹴り→グラウンドの肘打ち連打） | UFC 299: O'Malley vs. Vera 2                                   | 2024年3月9日   |
| ×    | ベラル・ムハマッド           | 5分5R終了 判定0-3                             | UFC 288: Sterling vs. Cejudo                                   | 2023年5月6日   |
| ○    | ホルヘ・マスヴィダル         | 5分3R終了 判定3-0                             | UFC 287: Pereira vs. Adesanya 2                                | 2023年4月8日   |
| ○    | ニール・マグニー             | 1R 4:15 肩固め                                | UFC 283: Teixeira vs. Hill                                     | 2023年1月21日  |
| ×    | カムザット・チマエフ         | 5分3R終了 判定0-3                             | UFC 273: Volkanovski vs. The Korean Zombie                     | 2022年4月9日   |
| ○    | スティーブン・トンプソン     | 5分3R終了 判定3-0                             | UFC 264: Poirier vs. McGregor 3                                | 2021年7月10日  |
| ×    | カマル・ウスマン             | 3R 0:34 TKO（右ジャブ→パウンド）              | UFC 258: Usman vs. Burns 【UFC世界ウェルター級タイトルマッチ】 | 2021年2月13日  |
| ○    | タイロン・ウッドリー         | 5分5R終了 判定3-0                             | UFC on ESPN 9: Woodley vs. Burns                               | 2020年5月30日  |
| ○    | デミアン・マイア             | 1R 2:34 TKO（左フック→パウンド）              | UFC Fight Night: Lee vs. Oliveira                              | 2020年3月14日  |
| ○    | グンナー・ネルソン           | 5分3R終了 判定3-0                             | UFC Fight Night: Hermansson vs. Cannonier                      | 2019年9月28日  |
| ○    | アレクセイ・クンチェンコ     | 5分3R終了 判定3-0                             | UFC Fight Night: Shevchenko vs. Carmouche 2                    | 2019年8月10日  |
| ○    | マイク・デイビス             | 2R 4:15 リアネイキドチョーク                  | UFC Fight Night: Jacaré vs. Hermansson                         | 2019年4月27日  |
| ○    | オリビエ・オービン＝メルシエ | 5分3R終了 判定3-0                             | UFC 231: Holloway vs. Ortega                                   | 2018年12月8日  |
| ×    | ダン・フッカー               | 1R 2:28 KO（左フック）                        | UFC 226: Miocic vs. Cormier                                    | 2018年7月7日   |
| ○    | ダン・モレット               | 2R 0:59 KO（右フック）                        | UFC on FOX 29: Poirier vs. Gaethje                             | 2018年4月14日  |
| ○    | ジェイソン・サッゴ           | 2R 4:55 KO（右ストレート）                    | UFC Fight Night: Rockhold vs. Branch                           | 2017年9月16日  |
| ×    | ミシェウ・プラゼレス         | 5分3R終了 判定0-3                             | UFC Fight Night: Cyborg vs. Lansberg                           | 2016年9月24日  |
| ○    | ウカシュ・サイェフスキ       | 1R 4:57 腕ひしぎ十字固め                      | UFC Fight Night: dos Anjos vs. Alvarez                         | 2016年7月7日   |
| ×    | ラシッド・マゴメドフ         | 5分3R終了 判定0-3                             | UFC Fight Night: Belfort vs. Henderson 3                       | 2015年11月7日  |
| ○    | アレックス・オリベイラ       | 3R 4:14 腕ひしぎ十字固め                      | UFC Fight Night: Maia vs. LaFlare                              | 2015年3月21日  |
| ○    | クリストス・ジアゴス         | 1R 4:57 腕ひしぎ十字固め                      | UFC 179: Aldo vs. Mendes 2                                     | 2014年10月25日 |
| ○    | アンドレアス・スタル         | 5分3R終了 判定3-0                             | UFC on FOX 12: Lawler vs. Brown                                | 2014年7月26日  |
| ○    | パウロ・テイシェイラ         | 1R 1:02 TKO                                   | Face to Face 7                                                 | 2014年5月2日   |
| ○    | パウロ・ゴンサウヴェス       | 1R 4:57 KO                                    | Coliseu Extreme Fight 8                                        | 2013年12月5日  |
| ○    | ロドルフォ・コロネル         | 1R 3:41 腕ひしぎ十字固め                      | Mixed Submission and Strike Arts 3                             | 2013年3月25日  |
| ○    | パウロ・ロベルト             | 1R 1:30 TKO                                   | CPMMAF                                                         | 2012年8月4日   |
| ○    | ヴィニシウス・アウベス       | 1R 1:59 TKO（リアネイキドチョーク）           | Watchout Combat Show 20                                        | 2012年7月27日  |
| ○    | ヘレウス・ドス・サントス     | 1R 3:30 腕ひしぎ十字固め                      | Ichigeki Fight Show                                            | 2012年6月15日  |
| ○    | ホセ・サルガド               | 1R 2:40 リアネイキドチョーク                  | Crown Fighting Championships 5                                 | 2012年1月28日  |

## 獲得タイトル
- アブダビコンバット 77kg未満級 3位（2015年）
- 世界ノーギ柔術選手権 79.5kg級 優勝（2010年）
- 世界ノーギ柔術選手権 76kg級 優勝（2013年）
- 世界柔術選手権 76kg級 優勝（2011年）
- 世界柔術選手権 76kg級 準優勝（2009年）
- 全ブラジル柔術選手権 76kg級 優勝（2009年）
- アブダビ・ワールド・プロフェッショナル柔術選手権 74kg級 優勝（2010年）
- ヨーロピアン柔術選手権 優勝（2009年）

## 表彰
- UFC ファイト・オブ・ザ・ナイト（1回）
- UFC パフォーマンス・オブ・ザ・ナイト（4回）